# Vipera palaestinae
Vipera palaestinae là một loài rắn trong họ Rắn lục. Loài này được Werner mô tả khoa học đầu tiên năm 1938.
Đây là một loài viper đặc hữu cho một phần của Trung Đông. Giống như tất cả các loài rắn viper, đây là rắn độc. Loài này được coi là nguyên nhân hàng đầu của các vụ rắn cắn trong phạm vi phân bố của loài này. Hiện tại không có phân loài nào được công nhận.

## Hình ảnh

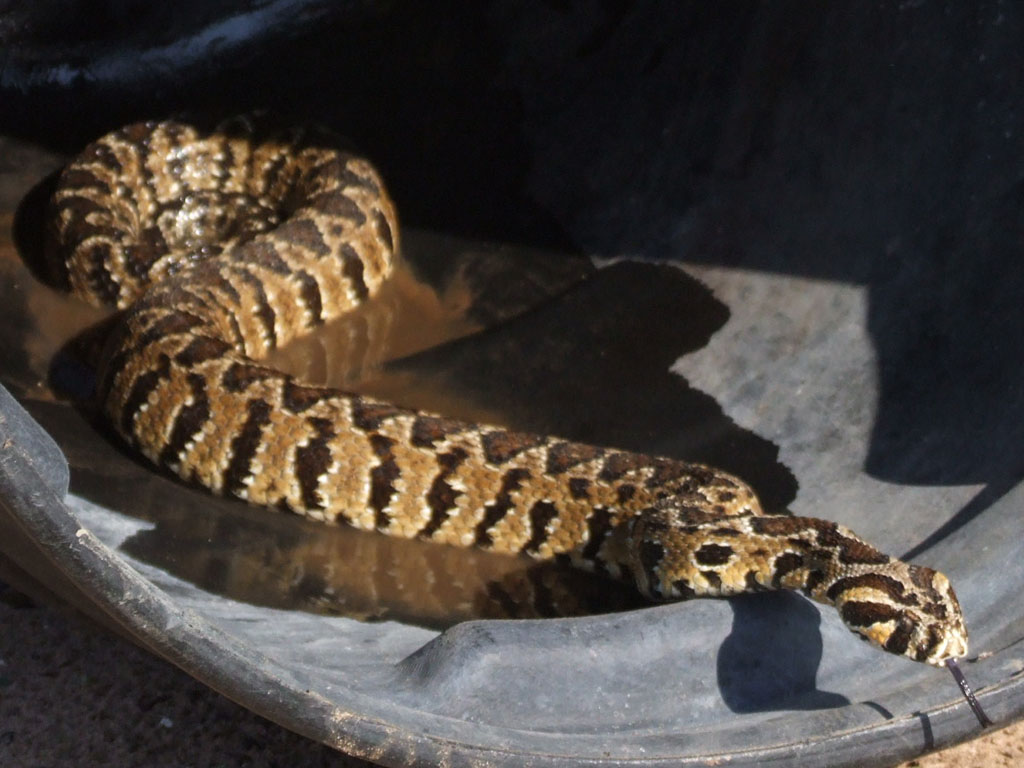
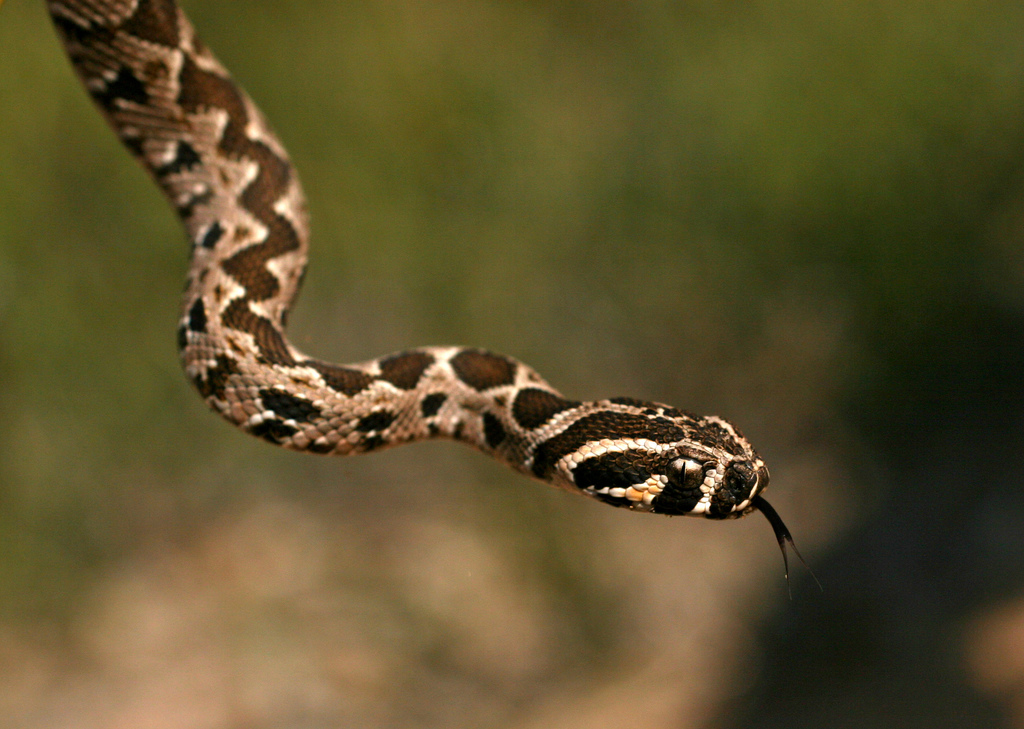
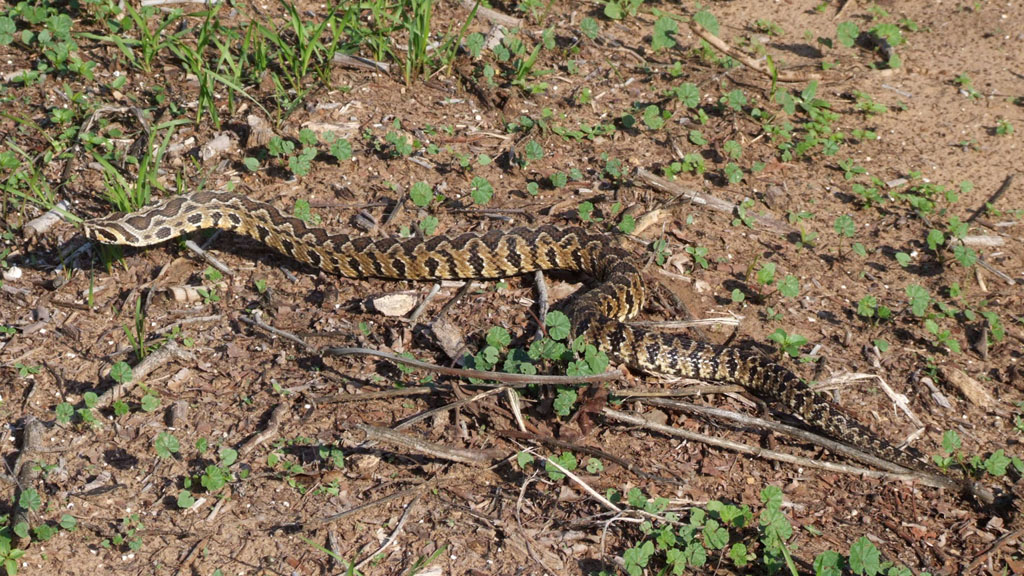
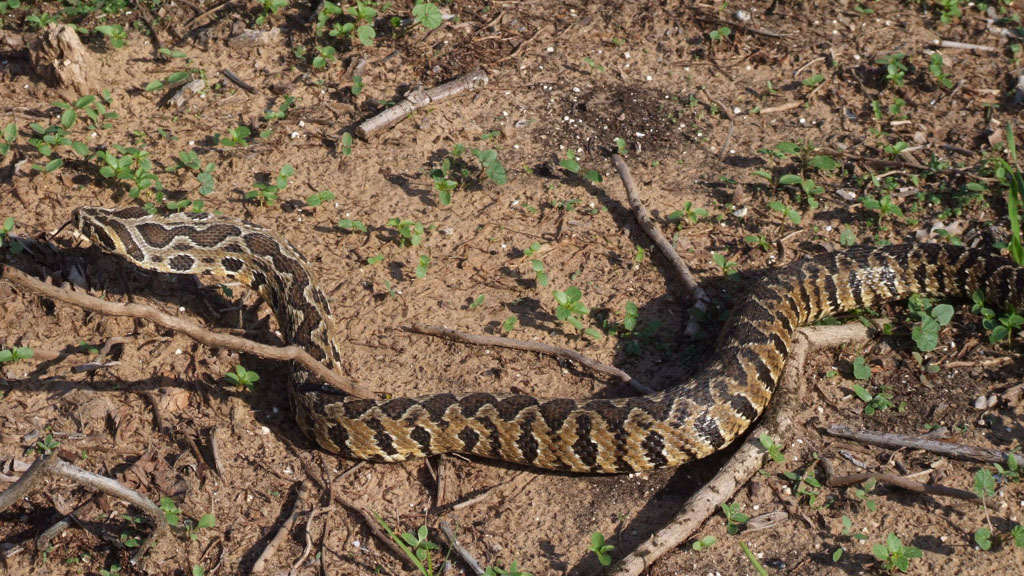